# Nikita Katsalapov
Nikita Gennadievich Katsalapov (em russo:  Никита Геннадьевич Кацалапов; Moscou, RSFS da Rússia, 10 de julho de 1991) é um patinador artístico russo. Katsalapov compete na dança no gelo. Ele conquistou com Elena Ilinykh duas medalhas nos Jogos Olímpicos de Inverno de 2014, uma de ouro por equipes, e uma de bronze na dança no gelo, e três medalhas em campeonatos europeus (duas pratas e um bronze).
Em abril de 2014, Ilinykh e Katsalapov anunciaram o fim da parceria. Em 11 de abril de 2014, Victoria Sinitsina e Katsalapov aplicaram a parceria na sede da Federação Russa de Patinação Artística no Gelo.

## Principais resultados

### Com Victoria Sinitsina
| Resultados | Resultados    | Resultados        | Resultados        | Resultados        | Resultados       | Resultados    | Resultados    | Resultados    | Resultados    | Resultados    | Resultados    | Resultados    |
| Internacional | Internacional | Internacional     | Internacional     | Internacional     | Internacional    | Internacional | Internacional | Internacional | Internacional | Internacional | Internacional | Internacional |
| Evento/Temporada | 2014– 2015    | 2015– 2016        | 2016– 2017        | 2017– 2018        | 2018– 2019       |               |               |               |               |               |               |               |
| --- | ------------- | ----------------- | ----------------- | ----------------- | ---------------- | ------------- | ------------- | ------------- | ------------- | ------------- | ------------- | ------------- |
| Campeonato Mundial |               | 9.º               |                   |                   |                  |               |               |               |               |               |               |               |
| Campeonato Europeu |               | 4.º               | 10.º              |                   | 4.º              |               |               |               |               |               |               |               |
| GP Grand Prix Final |               |                   |                   |                   | Medalha de prata |               |               |               |               |               |               |               |
| GP Cup of China |               |                   | 4.º               |                   |                  |               |               |               |               |               |               |               |
| GP Internationaux de France |               |                   |                   |                   | Medalha de prata |               |               |               |               |               |               |               |
| GP NHK Trophy | 7.º           |                   | 5.º               | 4.º               |                  |               |               |               |               |               |               |               |
| GP Rostelecom Cup | 4.º           | Medalha de bronze |                   |                   |                  |               |               |               |               |               |               |               |
| GP Skate America |               | Medalha de prata  |                   | Medalha de bronze |                  |               |               |               |               |               |               |               |
| GP Skate Canada International |               |                   |                   |                   | Medalha de prata |               |               |               |               |               |               |               |
| CS Ice Star |               |                   |                   | Medalha de bronze |                  |               |               |               |               |               |               |               |
| CS Ondrej Nepela Trophy |               |                   |                   |                   | Medalha de ouro  |               |               |               |               |               |               |               |
| Nacional |               |                   |                   |                   |                  |               |               |               |               |               |               |               |
| Campeonato Russo | 4.º           | Medalha de prata  | Medalha de bronze | WD                | Medalha de ouro  |               |               |               |               |               |               |               |
| |               |                   |                   |                   |                  |               |               |               |               |               |               |               |
| Legenda: GP = Grand Prix; CS = Challenger Series; WD = Abandonou; Competição não foi disputada nesta temporada; Competição não fez parte do GP/CS; Competição fez parte do GP/CS |               |                   |                   |                   |                  |               |               |               |               |               |               |               |

### Com Elena Ilinykh
| Resultados | Resultados    | Resultados       | Resultados        | Resultados        | Resultados       | Resultados        | Resultados    | Resultados    | Resultados    | Resultados    | Resultados    | Resultados    |
| Internacional | Internacional | Internacional    | Internacional     | Internacional     | Internacional    | Internacional     | Internacional | Internacional | Internacional | Internacional | Internacional | Internacional |
| Evento/Temporada | 2008– 2009    | 2009– 2010       | 2010– 2011        | 2011– 2012        | 2012– 2013       | 2013– 2014        |               |               |               |               |               |               |
| --- | ------------- | ---------------- | ----------------- | ----------------- | ---------------- | ----------------- | ------------- | ------------- | ------------- | ------------- | ------------- | ------------- |
| Jogos Olímpicos |               |                  |                   |                   |                  | Medalha de bronze |               |               |               |               |               |               |
| Campeonato Mundial |               |                  | 7.º               | 5.º               | 9.º              | 4.º               |               |               |               |               |               |               |
| Campeonato Europeu |               |                  | 4.º               | Medalha de bronze | Medalha de prata | Medalha de prata  |               |               |               |               |               |               |
| GP Grand Prix Final |               |                  |                   |                   | 6.º              |                   |               |               |               |               |               |               |
| GP NHK Trophy |               |                  | 4.º               | Medalha de bronze | Medalha de prata | 4.º               |               |               |               |               |               |               |
| GP Rostelecom Cup |               |                  | Medalha de bronze |                   | Medalha de prata |                   |               |               |               |               |               |               |
| GP Trophée Éric Bompard |               |                  |                   | 4.º               |                  | Medalha de prata  |               |               |               |               |               |               |
| Crystal Skate of Romania |               |                  |                   |                   | Medalha de ouro  |                   |               |               |               |               |               |               |
| Internacional – Júnior |               |                  |                   |                   |                  |                   |               |               |               |               |               |               |
| Campeonato Mundial Júnior |               | Medalha de ouro  |                   |                   |                  |                   |               |               |               |               |               |               |
| JGP Grand Prix Júnior Final |               | Medalha de prata |                   |                   |                  |                   |               |               |               |               |               |               |
| JGP JGP Hungria |               | Medalha de ouro  |                   |                   |                  |                   |               |               |               |               |               |               |
| JGP JGP Polônia |               | Medalha de ouro  |                   |                   |                  |                   |               |               |               |               |               |               |
| Nacional |               |                  |                   |                   |                  |                   |               |               |               |               |               |               |
| Campeonato Russo |               |                  | Medalha de bronze | Medalha de prata  | Medalha de prata | Medalha de prata  |               |               |               |               |               |               |
| Campeonato Russo – Júnior | 4.º           | Medalha de prata |                   |                   |                  |                   |               |               |               |               |               |               |
| Equipes |               |                  |                   |                   |                  |                   |               |               |               |               |               |               |
| Jogos Olímpicos |               |                  |                   |                   |                  | 1T/1P             |               |               |               |               |               |               |
| Troféu Mundial por Equipes |               |                  |                   | 5.º 5T/5P         |                  |                   |               |               |               |               |               |               |
| |               |                  |                   |                   |                  |                   |               |               |               |               |               |               |
| Legenda: GP = Grand Prix; JGP = Grand Prix Júnior; WD = Abandonou; T = Posição da equipe; P = Posição individual; Competição não foi disputada nesta temporada |               |                  |                   |                   |                  |                   |               |               |               |               |               |               |